# Секретиніт

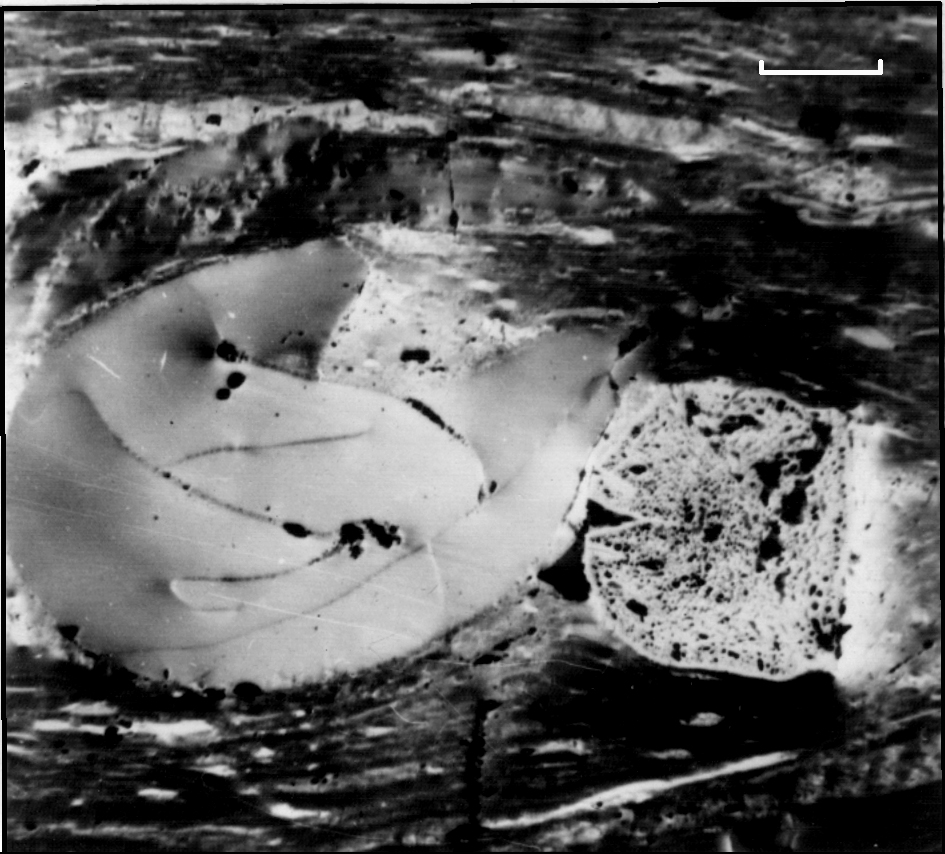
Секретиніт. Серед вітриніту (майже чорний), ліптиніту (сірий), мікриніту (білий) чітко виділяються білі утворення — кулясте та кутасте — в центрі. Антрацит. Донецький басейн. Відбите поляризоване світло. Стан згасання. Шкала 0,02 мм.

Секретиніт (рос. секретинит, англ. secretinite, нім. Secretinit m) — мацерал інертинітової мацеральної групи, що складається з круглих тіл з пухирцями (порожнинами) або без і тіл, що мають ізометричну або довгасту форму, з явною рослинною структурою.

## Загальний опис
Термін був запропонований Ліоном і інш. (1986 р.) для позначення мацералу інертинітової групи, який характеризується нечарунковими (некомірковими) формами, що варіюють від круглих до довгастих, з високою відбивною здатністю. Термін був прийнятий Міжнародним комітетом з петрології вугілля і органічної речовини (МКПВОР) у 1997 р.
Походження слова: secretio (лат.) — секреція (по заляганню в секреторних каналах вищих насіннєвих спорових рослин).

## Походження секретиніту
Походження секретиніту до кінця неясне. Вважають, що секретиніт — це продукт окиснення смоли (Козанке і Гаррісон, 1957 р.), але він може походити і від гумусових гелів (Ліон і інш., 1986 р.), які утворювалися в секреторних серцеподібних каналах спор папоротей і, в меншій мірі, в клітинах або каналах інших судинних рослин. Секретиніт був виявлений у вугіллі середньої стадії вуглефікації з Аппалачів разом з товстостінним фюзинітом (див. Табл.), що утворився від склеренхімної тканини (волокон), яка оточує секреторні серцеподібні канали спорової рослини (Ліон і інш., 1982 р.). Високі концентрації секретиніту (Гакербард, 1951 р.; Парік, 1964 р.; Штах, 1964 р.), ймовірно, пояснюються вибірковим накопиченням (збагаченням) під час пожеж або сильною деградацією спорової тканини рослин (папоротей), що привело до утворення гумусових гелів або високоокиснених смол.
Таблиця. — Елементний склад і відбивна здатність
секретиніту та попутних фюзиніту і
вітриніту у вугіллі кам'яновугільного
періоду (Аппалачі)
| Мацерал                |                                 | Зола                            | С                               | Н                               | О                               | N    | S     | Атомні співвідношення | Атомні співвідношення | Rr   |
| Мацерал                | (Суха беззольна основа, мас. %) | (Суха беззольна основа, мас. %) | (Суха беззольна основа, мас. %) | (Суха беззольна основа, мас. %) | (Суха беззольна основа, мас. %) | Н/С  | О/С   |                       |                       | Rr   |
| Секретиніт             | 1                               | 10,9                            | 81,8                            | 3,3                             | 12,2                            | 0,5  | --    | 0,48                  | 0,11                  | 2,2  |
| Секретиніт             | 2                               | --                              | 91,3                            | --                              | 7,61                            | --   | 0,18  | --                    | 0,06                  | 2,8  |
| Секретиніт             | 3                               | --                              | 79,7                            | 2,4                             | --                              | 0,49 | 0,39  | 0,37                  | --                    | --   |
| Секретиніт             | 4                               | --                              | 81,5                            | 3,7                             | --                              | 0,66 | < 0,1 | 0,54                  | --                    | --   |
| Фюзиніт(товстостінний) | 1                               | 21,0                            | 78,9                            | 4,0                             | 16,7                            | 1,1  | 0,08  | 0,61                  | 0,16                  | 1,5  |
| Фюзиніт(товстостінний) | 2                               | --                              | 81,6                            | --                              | 11,2                            | --   | 0,15  | --                    | 0,10                  | 1,7  |
| Фюзиніт(тонкостінний)  | 1                               | 32,5                            | 77,5                            | 3,9                             | 17,9                            | 0,4  | 0,02  | 0,060                 | 0,17                  | 1,2  |
| Фюзиніт(тонкостінний)  | 2*                              | --                              | 89,4                            | --                              | 7,89                            | --   | 0,30  | 0,64                  | 0,07                  | 2,2  |
| Вітриніт               | 1                               | 2,5                             | 75,9                            | 4,8                             | 16,2                            | 1,5  | 0,02  | 0,76                  | 0,16                  | 0,60 |
| Вітриніт               | 2                               | --                              | 76,4                            | --                              | 16,0                            | --   | 0,78  | --                    | 0,16                  | 0,60 |

1 — концентрат Померойського вугілля (Аппалачі), досліджений методами загального аналізу (Ліон та інш., 1982 р.).
2 — окремі зерна досліджені електронним мікрозондом (Машталерц і Ліон).
3 + 4 — окремі гранули, досліджені В. Г. Оремом (геолог-маркшейдер, США).

* попелова структура.

## Фізичні властивості
Секретиніт має форму від субсферичної до сплюсненої, але може також зустрічатися в серпоподібній, полігональній і бульбашковій формі (Ліон і інш., 1986 р.). Крупність (10-60)-400 мкм в поперечному перетині, у разі довгастих форм понад 2000 мкм. Секретиніт може мати характерні тріщини і окси-плівку з більш високою відбивною здатністю і внутрішні борозенки (Ліон і інш., 1982, 1986 рр.). Зустрічається секретиніт у вигляді мушлі з високою відбивною здатністю, заповненої каолінітом або іншими мінералами. Секретиніт з низькою відбивною здатністю нетиповий, він гомогенний або має вихровий малюнок, що пояснюється в'язким потоком, поверхня гладенька.
Колір секретиніту ясно-сірий до жовтувато-білого. Відбивна здатність може бути лише трохи вищою, ніж у вітриніту, особливо в антрациті, але може навіть перевищувати відбивну здатність фюзиніту в одному і тому ж вугіллі. Між секретинітом з низькою і високою відбивною здатністю є перехідні форми. За стандартних умов секретиніт не флуоресціює.
Твердість шліфування. Типовий секретиніт з високою відбивною здатністю може бути твердіше попутного фюзиніту. Існують всі переходи твердості шліфування.

## Хімічні властивості
(Табл.). Атомне відношення Н/С секретиніту у вугіллі з Аппалачів приблизно таке ж, як співвідношення Н/С смоляних стерженьків з Іллінойського басейну (0,46-0,59, Козанке, 1952 р.), які з хімічної точки зору відрізняються від співвідношень для викопних смол (Н/С ~ 1,5). Подібна картина має місце і для іспанського лігніту (Кох, 1970 р.). Однак співвідношення О/С секретиніту істотно нижче (< 0,11 проти 0,29), що може вказувати на несмолисте походження даного мацералу. На відміну від вітриніту і фюзиніту секретиніт має тільки сліди Si і Al (Ліон і інш., 1987 р.).
У секретиніті відсутні типово сильні частоти аліфатичних С-Н-груп порядку 1450 см-1 і 2900 см-1 резиніту і окисненого резиніту (Мерчисон, 1966 р.). Спектри мікро-FTIR секретиніту у вугіллі середніх стадій вуглефікації показують прошарки слабкого аліфатичного розтягнення і згинання, а також явні ароматичні позаплощинні зони при 815—825 см−1, 751—759 см−1 і 883—887 см−1 в порядку домінування; крім того, є піки при 1595 см-1, що належать до ароматичних вуглеводнів (Машталерц і Ліон).

## Поширення
Секретиніт є типовим мацералом у середньо- і високовуглефікованому кам'яновугільного і пермського періодів всього світу. Він також присутній у вугіллі юрського періоду Китаю (Янг і інш., 1996 р.) і Данії (Петерсен, 1994 р.). У вигляді окисненої смоли зустрічається в палеоценовому ліптиніті «Суріс» Саскачевана, Канада. Секретиніт звичайно супроводжують шари дюриту з алохтонними властивостями і глинисті мінерали у вугіллі або глинистих сланцях. У формі склеротиоїдних ґранул (Гакебард, 1952 р.) секретиніт зустрічається в Європі в складі глинистих сланців після періоду нижнього кам'яновугільного періоду (Tn2) (Блесс і інш., 1976, 1981 рр.). Секретиніт використовувався як основа для стратиграфічного порівняння вугілля середньої стадії вуглефікації з атлантичної частини Канади (Гакебард, 1951, 1952, 1971 рр.), де він може залягати у високих концентраціях.
Як правило секретиніт зустрічається в прошарках з великим вмістом інертодетриніту, семіфюзиніту і десмоколініту, напр., в прошарках матового вугілля. Тому він після дроблення залишиться в грубій фракції.

## Реакційна здатність
Експеримент по нагріванню секрети-нітових тіл у вугіллі середньої стадії вуглефікації (RrVit = 0,60 %) показав відсутність плавлення при температурах до 510 °С (Лі-он і інш., 1982 р.).

### Коксування
Секретиніт не вступає в реакцію в процесі коксування при максимальній температурі 950 °С і тому посилює міцність коксу при умові диспергування в реактивному компоненті.
Синоніми: склеротиоїдні зерна (Гакебард, 1951, 1952 рр.), частково склеротиніт (Штах, 1952 р.; кн. Штах і інш., 1975 р.; МКПВОР, 1957 р.), частково склерокол (Гені, 1954 р.), фузині-зована смола (Козанке і Гаррісон, 1957 р.; Тейлор і Кук, 1962 р.; Парік, 1964 р.), частково смоляні стерженьки (Козанке, 1952 р.; МКПВОР, 1963 р.; Ліон і інш., 1982 р.), фузірезиніт (Парік, 1964 р.), резиніт-склеротиніт (Бенес і Краусова, 1964 р.; Штах, 1964 р.; Кох, 1970 р.), секреція склеротиніт (МКПВОР, 1971 р.), резіно-склеротиніт (Штах, 1966 р.; Ліон і інш., 1982 р.), стерженьки інертинітової мацеральної групи (Ліон і інш., 1982 р.).